# Bandar ben Talal al-Rachid
Bandar ben Talal Al Rachid est le quatrième émir de Haïl de la dynastie Al Rachid.